# I Wanna Be Your Man/Stoned
I Wanna Be Your Man/Stoned è il secondo singolo dei The Rolling Stones, pubblicato nel Regno Unito nel 1963. Fu il primo singolo del gruppo pubblicato negli USA, nel 1964.

## Tracce
Lato A
1. I Wanna Be Your Man – 1:41 (Lennon/McCartney)

Lato B
1. Stoned – 2:05 (Nanker Phelge)